# Kacey Barnfield
Kacey Louisa Barnfield (Hackney, 14 gennaio 1988) è un'attrice e modella britannica.

## Filmografia

### Cinema
- Popcorn (2007)
- Lake Placid 3 - Calma apparente (2010)
- Resident Evil: Afterlife (2010)
- Roadkill (2011)
- Jabberwock (2011)
- Massholes (2013)
- Neron (2013)
- Seeking Dolly Parton (2013)
- I Spit on Your Grave 2 (2013)
- Green Street 3: Never Back Down (2013)
- Film: The Movie (2013)
- Enchanting the Mortals (2014)
- Skinny Buddha (2014)
- Bayou Tales (2014)
- World War Dead: Rise of the Fallen (2015)
- Curiosity Kills (2015)

### Televisione
- Dreamteam (2003)
- Grange Hill (2001-2005)
- Metropolitan Police (2004-2007)
- Casualty (2007)
- The Inbetweeners (2009-2010)